# 民主和团结党
民主和团结党（羅馬尼亞語：Partidul Democrației și Solidarității，缩写为Demos）是罗马尼亚的一个左翼政党。2015年秋季，该党成立。2018年9月1日，该党获得注册政党资格。该党是中东欧绿色左翼联盟的成员。